# Krzysztof Zając
Krzysztof Zając (ur. 1962 w Kielcach) – polski artysta fotograf, uhonorowany tytułami Artiste FIAP (AFIAP) oraz Excellence FIAP (EFIAP). W latach 2018–2022 prezes Zarządu Fundacji im. Kieleckiej Szkoły Krajobrazu.

## Życiorys
Krzysztof Zając jest absolwentem Politechniki Świętokrzyskiej, związany z kieleckim środowiskiem fotograficznym, mieszka i pracuje w Kielcach. W latach 2014–2020 był członkiem rzeczywistym ZPAF (legitymacja nr 1139), w którym pełnił funkcję prezesa Zarządu Okręgu Świętokrzyskiego Związku Polskich Artystów Fotografików. Szczególne miejsce w twórczości Krzysztofa Zająca zajmuje fotografia architektury, fotografia krajobrazowa, krajoznawcza, przyrodnicza oraz fotografia portretu i martwej natury.
Krzysztof Zając jest autorem i współautorem wielu wystaw fotograficznych; indywidualnych, zbiorowych, poplenerowych, pokonkursowych. Brał aktywny udział w Międzynarodowych Salonach Fotograficznych, organizowanych (m.in.) pod patronatem FIAP, zdobywając wiele medali, nagród, wyróżnień, dyplomów oraz listów gratulacyjnych. Jego fotografie były prezentowane w wielu krajach Europy i świata. W 2012 roku został przyjęty w poczet członków Fotoklubu Rzeczypospolitej Polskiej Stowarzyszenia Twórców (legitymacja nr 336). W tym samym roku został laureatem Świętokrzyskiej Nagrody Artystycznej Scyzoryka 2012.
Pokłosiem udziału w Międzynarodowych Salonach Fotograficznych (pod patronatem FIAP) było przyznanie Krzysztofowi Zającowi (w 2014 roku) tytułu honorowego Artiste FIAP (AFIAP) oraz (w 2015 roku) tytułu Excellence FIAP (EFIAP) – tytułów nadanych przez Międzynarodową Federację Sztuki Fotograficznej FIAP, z siedzibą w Luksemburgu. Prace Krzysztofa Zająca zaprezentowano w Almanachu (1995–2017), wydanym przez Fotoklub Rzeczypospolitej Polskiej Stowarzyszenie Twórców. W działalności Fotoklubu RP uczestniczył do 2021.